# Capnioneura valandovi
Capnioneura valandovi är en bäcksländeart som beskrevs av Ikonomov 1978. Capnioneura valandovi ingår i släktet Capnioneura och familjen småbäcksländor. Inga underarter finns listade i Catalogue of Life.